# Slatke male lažljivice
Slatke male lažljivice (eng. Pretty Little Liars) je američka tinejdžerska dramska TV serija nastala prema seriji knjiga istoimenog naziva autorice Sare Shepard. Serija prati živote pet najboljih prijatelja čija se grupa raspada nakon nestanka njihove vođe Alison. Godinu dana kasnije, razdvojene prijateljice Spencer, Hanna, Aria i Emily ponovno se susreću jer počinju primati poruke od misteriozne osobe po imenu "A" koja prijeti razotkriti njihove najdublje tajne. Serija ima glumačku postavu koju predvode Troian Bellisario kao Spencer Hastings, Lucy Hale kao Aria Montgomery, Ashley Benson kao Hanna Marin, Shay Mitchell kao Emily Fields, Sasha Pieterse kao Alison DiLaurentis i Janel Parrish kao Mona Vanderwaal.
Serija je premijerno prikazana 8. lipnja 2010. na televizijskoj postaji Freeform (ABC Family) i završila 27. lipnja 2017. Nakon početne narudžbe od 10 epizoda, ABC Family naručila je dodatnih 12 epizoda 28. lipnja 2010. Uspjeh gledanosti prvih 10 epizode potaknulo je da se serijal knjiga proširi izvan prvih osam romana. Od svog debija serija je dobila mješovite kritike televizijskih kritičara, ali je ostala relativno uspješna za Freeform, prikupivši veliki broj obožavatelja. Finale serije pogledalo je oko 1,41 milijun gledatelja. Imala je drugu najvišu gledanost od bilo koje kabelske TV serije koja je emitirana te večeri, ali je naišla na mlak prijem i kod kritike i kod publike.
To je prva serija u franšizi Pretty Little Liars, a serija ima dva spin-offa: Ravenswood i Slatke male lažljivice: Perfekcionisti, a oba su otkazana nakon jedne sezone. Četvrta serija pod nazivom Slatke male lažljivice: Izvorni grijeh premijerno je prikazana na HBO Maxu 2022., a fokusira se na novu postavu likova u drugačijem okruženju.

## Sadržaj i posebnosti serije
Radnja serije se odvija u prigradskom gradu Rosewood, Pennsylvania, serija prati živote pet šrednjoškolskih djevojaka:  Aria Montgomery,  Hanna Marin, Spenser Hastings i Emily Fields, čija se klika raspada nakon što predvodnica grupe, Alison DiLaurentis, misteriozno nedostane. Godinu dana kasnije, djevojke se ponovno zbliže kad počnu primati poruke od misterioznog negativca pod nazivom "A", a kasnije nazivan "AD", koji im prijeti i muči ih zbog grešaka i laži koje su napravile i rekle prije i nakon Alisonine smrti, U početku misle da je to sama Alison, ali nakon što se pronađe tijelo za koje se uspostavi da je Alisonino, djevojke shvaćaju da netko drugi želi osvetu.
Serija ima i puno strašnih scena (posebno u specijalnim epizodama Halloween i Christmas) koje su snimane u 2., 3., 4. i 5. sezoni.[nedostaje izvor]

## Likovi
- Troian Bellisario kao Spencer Hastings, ekstremna perfekcionistica koja voli zadovoljiti svoju bogatu i uspješnu obitelj i svoje prijatelje. Vrlo je natjecateljski nastrojena i uspješna. Hvaljena kao pametnjakinja u grupi, Spencer je žestoko zaštitnički nastrojena prema svojim prijateljima. Njezin glavni ljubavni interes kroz seriju je Toby Cavanaugh (Keegan Allen) s kojim završava u finalu. Ima i nekoliko drugih afera tijekom showa.
- Ashley Benson kao Hanna Marin, popularna djevojka koja je imala poremećaj prehrane. Nekada je imala višak kilograma, a dobila je i nadimak 'Hefty Hanna'. Nakon što je Alison DiLaurentis nestala, Hanna je izgubila na težini i stekla popularnost zajedno sa svojom novom najboljom prijateljicom Monom Vanderwaal - preuzevši Alisoninu titulu kraljice pčela kao takvu, činilo se da Hannin stil i osobnost oponašaju Alisonin jer je htjela biti poput nje. Tijekom serije, Hanna je počela više brinuti o ljudima oko sebe i pokušava zaštititi sebe i svoje prijatelje. Snažne je volje i ne boji se izraziti svoje mišljenje. Imala je neke ljubavne afere kroz seriju. Njezin glavni i eventualni ljubavni interes je Caleb.
- Holly Marie Combs kao Ella Montgomery (glavne sezone 1-3; ponavljajuće sezone 3-6; gostujuća sezona 7), majka Arije i Mikea, kao i supruga Byrona, i na profesor engleskog na Rosewood High. Često je na nišanu "A" i štiti je Aria.
- Lucy Hale kao Aria Montgomery, umjetnička kameleonka koja je vrlo inteligentna, brižna i ima dobar osjećaj za stil. Ona je ta koja drži svoju obitelj na okupu. Prije Alisonina nestanka nosila je crnu punkersku odjeću i imala je ružičaste pramenove u kosi. Aria i njezina obitelj preselili su se na Island na godinu dana zbog Alisonina nestanka i očeve nevjere prije nego što su se vratili u Rosewood. Kad su se Aria i njezina obitelj vratili u Rosewood, njezin je stil postao boemskiji i eklektičniji. Izuzetno je zaštitnički nastrojena prema svojoj obitelji i prijateljima i doći će do novih visina kako bi im pomogla. njezin glavni ljubavni interes je Ezra za kojeg se udaje u finalu.
- Ian Harding kao Ezra Fitz, profesor engleskog u Rosewood High koji započinje vezu s Arijom što uzrokuje mnogo napetosti unutar serije. On je Arijin primarni ljubavni interes tijekom cijele serije za kojeg se ženi u finalu.
- Bianca Lawson kao Maya St. Germain (glavne sezone 1-2, ponavljajuća sezona 3), nova djevojka koja se useljava u Alisoninu staru kuću u Rosewoodu i razvija romantičnu vezu s Emily, postajući joj prva djevojka. U početku je imala napet odnos s ostalim djevojkama, no brzo su se zagrijale za nju.
- Laura Leighton kao Ashley Marin, Hannina majka. Radi u banci dok je ne uhite kao osumnjičenu ubojicu Darrena Wildena. Oslobođena je kada Mona preuzme krivnju za ubojstvo, a pastor Ted, njezin ljubavni interes tijekom dijela serije, plati njezinu jamčevinu. Zatim počinje raditi za gospodina DiLaurentisa. Radley je tijekom petogodišnjeg vremenskog skoka pretvorila u hotel i radi kao njegova voditeljica.
- Chad Lowe kao Byron Montgomery (glavne sezone 1-3; ponavljajuće sezone 4, 6; gostujuće sezone 5, 7), Arijin i Mikeov otac i Ellin suprug. On je razlog zašto "A" može prisiliti Ariju, budući da ima stalnu aferu s Meredith, jednom od njegovih studentica na koledžu Hollis. Chad Lowe bio je prvi član glumačke postave koji je režirao epizodu serije, prije Troiana Bellisaria.
- Shay Mitchell kao Emily Fields, sportska u grupi. Ona je kapetanica srednjoškolskog plivačkog tima i postaje trenerica tima nakon skoka na vrijeme. Emily je dobrog srca i odana, često najsmirenija i najpribranija u skupini. Emily je zatvorena lezbijka na početku serije, a izlazi tijekom prve sezone nakon što je upoznala Mayu.
- Nia Peeples as Pam Fields, Emily's mother and Wayne's wife. Through the first two seasons she struggles to accept and understand her daughter's sexuality, but grows to accept her daughter and is henceforth supportive. She is an  accomplished home cook and fond of hosting dinner parties. She stays with Wayne in Texas for part of the series at Emily's encouragement. Peeples was dropped as a series regular in the second episode but continued to make recurring appearances throughout the series.
- Sasha Pieterse as Alison DiLaurentis, the former "queen bee" of her clique, and the most popular girl in school before her disappearance. She often uses people's deepest secrets as blackmail. Charming and manipulative, Alison managed to manipulate her friends and many adults into doing her bidding. It was later revealed that Alison is alive and on the run from "A".
- Tyler Blackburn as Caleb Rivers (recurring seasons 1-2; main seasons 3-7), He is adept at technology and the resident hacker. Caleb is Hanna's primary love interest throughout the series - they marry later on in the series.
- Janel Parrish as Mona Vanderwaal (recurring seasons 1-2; main season 3-7), the original and first "A". She is Alison's stalker prior to her disappearance and saw being "A" as her chance to avenge the way Alison treated her. After Alison disappeared, she became best friends with Hanna Marin. Together, they transformed into the most popular girls at school, taking Alison's place.
- Andrea Parker as:
  - Jessica DiLaurentis (guest season 2, recurring seasons 4-6), mother of Alison and Jason
  - Mary Drake (main season 7; guest seasons 4, 6), the biological mother of the second "A" in history, Charlotte Drake (Vanessa Ray) and was admitted to Radley Sanitarium for most of her life but has now returned to Rosewood.

## Emitiranje serije
| Sezona | Sezona | Epizode | Epizode | Originalno emitiranje | Originalno emitiranje | Prosječan br. gledalaca (u milionima) |
| Sezona | Sezona | Epizode | Epizode | Premijera             | Finale                | Prosječan br. gledalaca (u milionima) |
| ------ | ------ | ------- | ------- | --------------------- | --------------------- | ------------------------------------- |
|        | 1.     | 22      | 22      | 8. lipnja 2010.       | 21. ožujka 2011.      | 2.87                                  |
|        | 2.     | 25      | 25      | 14. lipnja 2011.      | 19. ožujka 2012.      | 2.68                                  |
|        | 3.     | 24      | 24      | 5. lipnja 2012.       | 19. ožujka 2013.      | 2.59                                  |
|        | 4.     | 24      | 24      | 11. lipnja 2013.      | 18. ožujka 2014.      | 2.53                                  |
|        | 5.     | 25      | 25      | 10. lipnja 2014.      | 24. ožujka 2015.      | 2.01                                  |
|        | 6.     | 20      | 20      | 2. lipnja 2015.       | 15. ožujka 2016.      | 1.72                                  |
|        | 7.     | 20      | 20      | 21. lipnja 2016.      | 27. lipnja 2017.      | 1.11                                  |

## Radnja serije (po sezonama)

### Sezona 1 (2010. – 2011.)[7]
U prvoj sezoni upoznajemo se s 5 šesnaestogodišnjakinja - Emily, Spencer, Ariom, Hannom i njihovom 'kraljicom' grupe - Alison. Alison nije samo predvodila grupu nego je bila i kraljica škole, te je s curama čuvala mnoge tajne. Jedne noći Alison misteriozno nestaje, i o njoj se ne zna ništa punih godinu dana.
Poslije godinu dana Aria, Spencer, Hanna i Emily polaze u 2. razred srednje škole, a Alison još nema. Spencer Hastings je pametna djevojka, koja dolazi iz obitelji odvjetnika. Ona se voli natjecati sa sestrom Melissom u svemu, pa je čak bacila oko na Melissinog zaručnika Wrena. Hanna Marin živi s majkom, i usprkos svojoj prošlosti (bila je debela), sada postaje nova kraljica škole sa svojom popularnom prijateljicom Monom (koja je prije bila štreberica kojoj se Alison rugala). Aria Montgomery upoznaje novog dečka Ezru Fitza i zaljubljuje se u njega, a onda sazna da joj je on novi profesor engleskog jezika. Emily Fields prekida s dečkom i napokon priznaje svima da je homoseksualna, te počinje vezu s Mayom - djevojkom, koja se uselila u kuću u kojoj je nekad živjela Alison DiLaurentis, njezini roditelji i brat Jason.
Djevojke počinju dobivati anonimne poruke od -A, osobe koja polako otkriva njihove tajne koje je samo Alison znala. Također ih ucjenjuje i zlostavlja preko poruka.Djevojke pomisle da im to šalje Alison,ali par tjedana kasnije radnici pronalaze tijela s narukvicon na kojoj piše Alison.Tako utvrde da je tijelo Alisonino. Djevojke su mislile da je gotovo s porukama,ali prevarile su se poruke su i dalje stizale.
Djevojke su očajne i pokušavaju otkriti tko je -A, a ponajviše tko je Alisonin ubojica. Na popisu su im prvo Jenna Marshall i Toby Cavanaugh, kojima je Alison jednom podmetnula petardu koja je uzrokovala Jenninu sljepoću. Ipak, oni su otpisani s liste, a Spencer počiinje vezu s Tobyjem. Sljedeći na popisu je Ian Thomas, Melissin bivši dečko koji je snimao djevojke dok su se presvlačile. Alison je jednom ukrala njegove video snimke kako bi ucjenjivala Jennu, pa su djevojke mislile da ga je to razljutilo. Nakon što Melissa prekine s Wrenom, ona se uda za Iana i zatrudni. U međuvremenu, na Moninu rođendanu automobil udari Hannu, i djevojke su sigurne da ju je udario/a -A. Djevojke smatraju, da je Ian ubio Alison kad nađu snimku na kojoj su on i Alison sami u šumi. U Rosewood crkvi dolazi do okršaja između Iana i Spencera, ali dolazi maskirana osoba u crnom odijelu koja gurne Iana na zvonik na kojem ostane obješen. Djevojke su napokon odahnule što je Ian mrtav jer su mislile da je on -A i da je ubio Alison, ali -A im šalje poruku da ništa nije gotovo.

### Sezona 2 (2011. – 2012.)[8]
U drugoj sezoni djevojke sve manje i manje vjeruju da je Ian ubio Alison. Spencer Hastings nastavlja svoju vezu s Tobyjem, a njena sestra Melissa gubi dijete. Emily je još uvijek s Mayom, a Aria taji svoju vezu s Ezrom. Hanna počinje hodati s Calebom, dečkom koji pomaže curama svojim hakerskim sposobnostima.
Poruke od -A se nastavljaju i gore su nego ikad. Cure počinju grupno viđati dr. Sullivan (psihijatricu) i razmišljaju da joj kažu za -A. Prije toga -A otme psihijatricu i cure udruže snage da je nađu. Također sretnu Jenninog dečka i njihovog prijatelja iz djetinjstva koji je sad policajac - Garrett.
-A pošalje poruku curama o lokaciji dr. Sullivan, ali to je samo zamka da cure završe u zatvoru, što ovaj put -A nije uspjelo. Cure saznaju da Ian nije ubio Alison. Cure uspiju naći mobitel od -A i Caleb ga hakira. -A uspijeva izbrisati podatke s mobitela, ali cure su našle jednu lokaciju na mobitelu - Lost Woods Resort.
One odu tamo i unajme sobu ne znajući da je preko puta soba od -A u kojoj se nalazi sve o njima i Alison. Nakon što ga istraže i shvate da je imao veze s videima koje je snimao Ian, cure optuže Garretta da je ubio Alison. Garretta također uhiti policija.
Nakon maskenbala u Rosewoodu, cure su uporne da saznaju tko je -A. Spencer ide u Lost Woods Resort s Monom koja joj je odlučila pomoći. S vremenom Spencer shvaća da je u opasnosti i da je Mona Vanderwaal zapravo -A! Mona joj prijeti da će je ubiti ako se ne pridruži A timu, ali dolaze cure i spašavaju je. Mona pada niz liticu ali nije ozlijeđena.
Cure se vraćaju u Rosewood i saznaju da je Maya ubijena. Emily je shrvana i cure ne znaju zašto se ovo dogodilo.  Mona završava u Radley ludnici govoreći da ništa nije gotovo. U zadnjoj sceni dolazi joj figura u Crvenom Kaputu kojoj Mona govori:"Učinila sam sve što si mi rekla."

### Sezona 3 (2012. – 2013.)[9]
Cure su predahnule preko ljeta misleći da je -A napokon zaustavljen\a. Ali one ne znaju da to nije zatvorena Mona. Emily, koja je još uvijek potresena zbog Mayine smrti, jedne noći se napije,onesvijesti i probudi na groblju, pokraj Alisoninog praznog groba. Ona se samo sjeća da je na groblje dovela figura u Crvenom Kaputu. Cure ponovno počinju dobivati poruke od -A i shvaćaju da je Mona potpuno luda te da ne radi sama. Naime, Crveni Kaput je preuzela Moninu "igru" protiv cura. Također otkrivaju da je Mona pametnija nego luđa i da ponekad uspijeva izaći iz Radley ludnice. Također, saznajemo da postoji još jedan sporedni -A, a to je Toby. U drugoj polovici sezone Emily prohoda s Paige, a u Rosewood se vrati Alisonina stara prijateljica CeCe. Spencer saznaje da je Toby -A i dobiva živčani slom. Tada je smještaju u ludnicu a u posjet joj dolazi Mona. Ona je podsjeti da još stoji ponuda da se Spencer pridruži timu A. Spencer prihvaća samo da bi vidjela Tobyja, koji joj govori da je on u timu samo da zaštiti nju i cure. Spencer i Toby organiziraju susret cura i Mone s Crvenim Kaputom. Naime, oni se odluče naći u modernoj kući u šumi. Cure dolaze, ali Crveni Kaput ne. Jenna i njezina prijateljica Shana dolaze i zaključavaju cure u kuću, dok lokalni policajac Darren Wilden koji radi s njima zapali kuću u kojoj su Emily,Hanna, Aria i Mona. Ipak, Crveni Kaput spašava sve cure osim Hanne. Nju spašava Alison. Barem ona tvrdi da ju je tamo vidjela. Na kraju zadnje epizode vidimo mjesto na kojem je Alisonino tijelo zakopano, ruku koja izvire iz zemlje te ruku koja povlači Alison van.

### Sezona 4 (2013. – 2014.)[10]
U četvrtoj sezoni Hanna, Spencer i Mona vjeruju da je Alison živa, dok Emily i Aria to ne mogu vjerovati. Cure saznaju da je Wilden mrtav i da je Hannina majka Ashley glavna osumnjičena. -A se pojavi na njegovom sprovodu kao Crna Udovica, jer joj je crveni kaput izgorio u vatri. Cure ne razumiju zašto ih je -A spasila. Cure istražuju što se moglo dogoditi s Alison i napokon sreću gospođu Grunwald, koja im govori da je ona osobno spasila Alison da se ne uguši u zemlji. Cure su šokirane saznanjem, a još više kad napokon sretnu Alison. Ona odmah pobjegne jer se nekoga boji i ne može se vratiti u Rosewood. U toj epizodi gledatelji mogu vidjeti Ezru Fitza u crnoj kapuljači. Cure moraju djelovati brzo i saznati tko je -A, da bi se Alison mogla vratiti kući. Također je misterija - kome pripada tijelo u Alisoninu grobu? Spencer posumnja da je Ezra -A, ali ispostavi se da je on samo iskoristio Ariu da napiše knjigu o Alison i njenim prijateljicama. On je znao Alison prije i kratko su hodali jer mu je lagala da ima 21 godinu. Aria i Ezra tada prekinu. Spencer otkrije da se prije drogirala i boji se da je ona naudila curi koja je u Alisoninu grobu.Pri kraju sezone cure se sastaju s Alison i ona im ispriča sve. Naime, ona je također prije dobivala poruke od -A. Činila je sve da im stane na kraj i da sazna tko je to. Ona kaže da je uspavala sve cure da ih prekriži sa svog popisa osumnjičenika za -A. Tako je Spencer bila sigurna da nije naudila nikome te noći. Alison je nastavila pričati da je pošla doma i vidjela majku na prozoru. Tada je dobila udarac u glavu s kamenom. Njena majka je vidjela tko je to učinio i ponijela se zaštitnički. Počela je zakopavati Alison ne znajući da je još živa. Tada je Alison izvukla gospođa Grunwald, a Mona joj je savjetovala da pobjegne iz Rosewooda da se riješi -A. Kad je Alison završila svoju priču, tu je došao i Ezra. Također je došla i maskirana figura koja je upucala Ezru. Cure su zaprijetile figuri da otkrije tko je, ali uspio je pobjeći - opet. U posljednjoj sceni -A ubija i zakopa Alisoninu majku.

### Sezona 5. (2014. – 2015.)[11]
U petoj sezoni saznaje se da maskirana figura nije bila -A nego Shana koja se samo osvećivala curama za ono što su učinile Jenni. Ezra se bori i preživi, a Aria mu se vrati. Alison se polako vraća u Rosewood, a tijelo u njezinom grobu je indetificirano kao Bethany Young. Alison kaže curama da je cijelo to vrijeme bila kod čovjeka zvanog Cyrus Petrillo, a sad kad se vratila, izmislila je priču da ju je on oteo. Cure pokušavaju otkriti vezu između Bethany i DiLaurentis obitelji, i čude s da im Alison ništa ne otkriva. Polako se udaljavaju od Alison i ona sebi gradi novu vojsku prijateljica. Melissa otkriva Spencer da je ona zakopala Bethany jer je mislila da je Spencer ubila. Cure se udružuju s Monom da otkriju što Alison skriva i otkrivaju da je Alison znala Bethany jer je Jessica DiLaurentis imala aferu s Bethanynim ocem. Mona otkriva još nešto o Alison, ali prije nego što išta kaže ubija je -A. Cure su zapanjene Moninom smrću i sad vjeruju da je Alison prava -A. Alison zatvaraju u zatvor za ubojstvo Bethany Young i Mone Vanderwal. Ona tvrdi da je nevina ali nitko ne vjeruje. Ezra i Aria opet se udaljavaju, kao i Spencer i Toby. Emily počinje vezu s kuharicom Taliom. Hanna i Caleb pokušavaju naći Monino tijelo u skladištu koje je -A iznajmila u Hannino ime. Tada Hanna upada u nevolju i istraživaju je za ubojstvo. Aria se zbližava s Andrewom, a Spencer s Jonnyjem. Arijin brat Mike počinje biti misteriozan ali otkriva da je Mona bila živa u trenutku kada je "ubijena" te da Alison sigurno nije ništa učinila. Cure se ispričavaju Alison i ona im oprašta. Sada cure moraju otkriti tko je -A da bi izbavile Alison iz zatvora kojoj se pridružuje i Hanna. Na suđenju je sve manje nade da će Hanna i Alison biti slobodne. Cure nalaze trag koji im je Mona ostavila: karticu s 3 neobične nesmislene rečenice. Tu karticu Alison dešifrira ali to ne dospijeva do ostalih djevojaka jer taj papir zapljenjuje Alisonina odvjetnica. Alison na kraju osude na doživotni zatvor, a narednica Tanner uhiti i Ariu, Spencer i Emily jer su i one znale za Alisoninu izmišljenu 'otmicu'. Na putu do zatvora, -A otme Ariu, Spencer, Hannu i Emily i zatvara ih u veliku kuću za lutke. Tamo svaka ima svoju sobu koja je identična njihovim pravim sobama. Tamo nalaze i Monu koja je cijelo vrijeme bila živa te se u ovoj kućici pravi da je Alison. Kuća je opremljena kamerama i električnim žicama da cure ne mogu pobjeći. Tamo Spencer nalazi dječje kockice sa slovima od kojih ona dobije CHARLES. Kad cure smisle plan da isključe struju i pobjegnu, Spencer završava u sobi s video-kamerom na kojoj vidi Jessicu DiLaurentis s bebom (Alison) i dva slična dječaka (Jason i Charles). Spencer shvaća da je Charles -A i da je on treće dijete Jessice DiLaurentis. U međuvremenu narednica Tanner saznaje da je Mona živa i pronalazi skladište od -A. Cure pokušaju pobjeći ali se ponovno nađu zarobljene u električnoj ogradi.

### Sezona 6 (2015. – 2016.)[12]
Charles još uvijek drži Monu, Ariu, Emily, Spencer i Hannu u svojoj jezivoj kući za lutke.Tri tjedna nakon njihovog nestanka policija se bori da ih nađe, a glavni sumnjivac je Andrew. Spencer curama pokaže video u Charlesovoj 'sobi osjećaja' dok je Mona zarobljena u bunaru zbog neposlušnosti. Cure počnu paliti njegovu sobu i svih 5 ih uspije izaći iz kuće i susresti se s Alison, Ezrom, Calebom i Tobyem. No, onda saznaju da je u kući bila zarobljena i Sara Harvey, djevojka koja je nestala kad i Alison. Cure prolaze kroz traume, ali najgore je Sari koja je bila zatočena 2 godine. Alisonin otac odbija reći išta o Charlesu i njegovom povezanosti s DiLaurentisima. Alisonin otac ipak prizna da je on stariji brat Jasona i Alison te da je još kao mali odvezen u Radley. On je pokušao utopiti bebu Alison u vrućoj vodi i zato su ga proglasili ludim. Ubio se u 16. godini života. Cure još sumnjaju da je Charles mrtav, a po slici sjene od A, shvaćaju da je A zapravo žensko, a glavna sumnjiva osoba postaje Lesli Stone. Naime, nju je Mona upoznala u Radleyu, a cure saznaju i da je Bethany Young bila njena cimerica. Cure razvijaju teoriju da Lesli misli da su one ubile Bethany i zato se osvećuje. Alison se zbližava s policajcem Lorenzom, a Emily sa Sarom. Mona curama dokaže da Lesli nije -A i da je Charles živ. Također, one saznaju da im je Charles ugradio čipove za praćenje ispod kože. Alisonin i Charlesov otac Kenneth dobiva pismo od Charlesa koji najavljuje da će se vratiti kući za rođendan. Jason to vidi za savršenu priliku da vidi svog brata, ali cure i policija ga slijede na mjesto nalaska s Charlesom. Charles pobjegne, a gledatelji saznaju da on radi s Crvenim Kaputom. Škola zabranjuje curama da dođu na maturalnu zabavu zbog problema s osiguranjem, pa majke curama pripreme privatnu zabavu u Spencerinoj kolibi. Alison ipak ode na pravu maturalnu da se tamo nađe s Charlesom, pa za njom krenu i cure. Charles se otkrije Alison, a ona ostaje u šoku. Charles je zapravo transrodna žena, tj. CeCe Drake. Charles se uvijek osjećao kao žensko, a podržavala ga je samo majka. CeCe je počela s objašnjavanjem rekavši Alison da ju nije htjela ozlijediti kad ju je stavila u kadu. Onda je završila u ludnici i sprijateljila se s Bethany. Tamo je Bethany ubila Tobyevu majku i okrvila Charlesa za to. Charles sa 16 godina postaje Charlotte. Tada izlazi iz ludnice i sprijateljuje se s Alison i Jasonom pod novim imenom - CeCe. Ona otkriva da je ona udarila Alison kamenom u glavu te noći jer je mislila da udara Bethany. Tada se Mona sjeti da je ona slučajno ubila pravu Bethany jer je mislila da je to Alison. Charlotte se ponovo vraća u ludnicu, a uskoro joj dolazi i Mona (nakon pada s litice u 2.sezoni). Mona je na drogama i priča joj sve o slatkim malil lažljivicama i o tome kako nimalo ne žale za "mrtvom" Alison. Charlotte se razljuti i preuzme Moninu igru te postaje -A. Otkriva se i njena pomoćnica Crveni Kaput/Crna Udovica - to je bila Sara Harvey. Nakon ispričanje priče, Charlotte krene skočiti s vrha Radley ludnice, ali suosjećajne lažljivice je spriječe. Par mjeseci poslije, cure se rastaju. Svaka ide na svoju stranu jer polaze na faks.

#### 5 GODINA KASNIJE
Alison je nastavnica u Rosewood srednjoj školi. Emily je odustala od fakulteta i radi kao konobarica u Kaliforniji. Aria radi u izdavačkoj kući u Bostonu i ima dečka Liama. Hanna se bavi modom i ima zaručnika Jordana. Spencer radi na majčinoj kampanji i bavi se politikom. Ezra je napisao knjigu, a sada je u depresiji jer je njegova djevojka Nicole nestala prije godinu dana na putu. Toby gradi kuću za sebe i svoju djevojku Yvonne. Alison zove cure u Rosewood da kažu sucu da se ne boje Charlotte i da ona može izaći iz umobolnice. Cure to i učine, ali netko preko noći ubija Charlotte. Cure ponovno dobivaju prijeteće poruke, ovaj put ozbiljnije. Cure sumnjaju na Saru, koja je one noći u Radleyu doživila elektrošok i krivi njih za to. Caleb i Spencer počinju romantičnu vezu, s odobrenjem Hanne i Tobya. U flashback-u vidimo raskid Hanne i Caleba i Spencer i Tobya.

### Sezona 7 (2016. – 2017.)[13]
A.D. daje Lažljivicama 24 sata da pronađu Charlotteina pravog ubojicu ili Hanna umre. Dok su razgovarali o mogućim osumnjičenicima, sumnje djevojaka pale su na Alison. Aria sumnja da je plavuša s crvenom jaknom koju je vidjela kako ulazi u crkvu Alison. Emily pronalazi jaknu u Alisoninim stvarima, a Caleb ju daje A.D-u. U međuvremenu, Hanna uspijeva pobjeći. Elliotov pravi motiv kasnije se otkriva Alison; uspjela je upotrijebiti njegov telefon kako bi upozorila djevojke na njezino mjesto kad ju je jedne noći izveo u automobil. Skače iz auta i pobjegne. Elliot je odmah krenuo za njom, ali dođu do ceste gdje ga Hanna slučajno pregazi i lažljivice ga zakopaju u šumu.
Lažljivice otkrivaju da Jenna zove Elliota kao "Archera" na svom telefonu. Mona zatim prati većinu poslanih poruka iz tajnog stana gdje saznaju da je njegovo pravo ime "Archer Dunhill". Toby to otkriva i pušta policajce da oslobode Alison koja otkriva da je ona bila u crvenoj jakni, ali je samo pokušavala utješiti Charlotte. Jenna se sprijateljuje, Sara i Noel im pomažu. Emily se sukobljava s Jennom i Sarom. Jenna otkriva da je postala prijateljica Charlotte nakon što je osjetila suosjećanje s njom u Welbyju i pomogla Archeru da lažira njegov identitet da bude s Charlotte. Sara otkriva da svi traže istu stvar, ali je ubrzo ubijena. Handu se trije da vjeruje da je Archer živ i bilježi da je iskopao njegov grob.
Lažljivice pronalaze videozapise u Noelovoj kolibi kako ih je mučio u kućici za lutke. Hana otmice Noeal nakon pregovora s njim i snima film za ispitivanje. Noel uspijeva pobjeći i mami lažljivice u staru napuštenu školu. Ostavlja videozapise o kućici za lutke na stolu, a netko ih uzima, a Noel pokušava ubiti lažljivice. U sukobu, Noel je slučajno ubijen, a Spencer je pogođena od strane A.D-a. Jenna se priprema ubiti Spencer, ali je izbacila Mary. Zatim otkriva da je Spencer njezino drugo dijete A.D. spašava Jennu koja pita jesu li ubili Spencer. 
Tjedan dana kasnije, Spencer se oporavila, a A.D. šalje Jennu da ispovjedi policiji da je Noel htio novac. Charlotte je ostavila Jennu za još jednu operaciju oka, ubila Saru i pokušala ubiti Jennu u staroj napuštenojj školi. Peter se vraća i otkriva da je Mary ubila Jessicu. Hanna i Spencer prate trag privatnog istražitelja kojeg je unajmio da pronađe Mariju i naleti na Teda koji otkriva da ju je skrivao jer je ona njegov fakultetski film s kojim je začela Charlesa. Marija otkriva Spencer da je Petar i Jessica planiraju ubiti, pa je upotrijebila njegove tablete kako bi ubila Jessicu. A.D. zatim koristi Emilyna ukradena jaja kako bi oplodio Alison, kao način daljnjeg mučenja lažljivaca. U međuvremenu, A.D. unajmljuje Sydneyja Driscolla kao njihovog pomoćnika i ona laži kao A.D. da regrutira Ariju u pridruživanje A.D. ekipi. Aria je prisiljena igrati se i postaje novi pomagač A.D.-a, uništavajući Emisonin dječji vrtić i ostavljajući poruku "A" u Spencerovoj kući, sve dok je Lažljivice ne uhvate u djelu. Mona, koja ponovno postaje ovisna o A-igri, otkriva da je pokušala prestrašiti Charlotte da ne nastavlja A-igru, ali Charlotte ju je napala i Mona ju je ubil u samoobrani. Mary priznaje Rollinsu i Jessicinom ubojstvu. A.D. završava igru jer su napokon saznali da je Mona Charlottein ubojica.
Godinu dana kasnije, Mary bježi iz zatvora i Mona je puštena iz Welbyja, ali se vraća u A-Team i šalje ih da otmu Spencer, koja dolazi licem u lice s Alexo - Drake, njezinom sestrom blizankom. Mary otkriva da je prodala Alex jednoj londonskoj obitelji kako bi izašla iz Radleya. Alex je pobjegla i upoznala Wrena koji joj je otkrio sve o Spencer i upoznao je s Charlotte koja joj je ostavila sve. Postala je A.D. kako bi koristila lažljivce da bi pronašla Charlotteina ubojicu i ubila Wrena koji ju je uvijek smatrao Alexom dok je htjela postati Spencer kako bi imala svoj "savršeni život". Objašnjava da je Sara u Radleyu tražila Charlotteino lažno blago, što je zapravo bila tajna datoteka, a Jenna je regrutirala Noela kako bi potražila "Charlotteinu sestru". Jenna koristi svoj pojačani miris da bi shvatila da "Spencer nije Spencer" i upozorila Tobya koji to prenosi drugima. Mona im otkriva da će je Wren ubiti, ali ga je uvjerila da može izbaviti Mary. Lažljivice, Toby, Mona i Caleb se suočavaju s Alexom i Spencerom jer ih ne mogu razdvojiti, sve dok Toby to ne učini pitajući se koja je Spencerina omiljena pjesma iz knjige koju mu je dala. Mona je dovela policajce do mjesta gdje je Alex te je uhapse. Lažljivice počnu slaviti jer je napokon sve gotovo dok Aria odlazi na medeni mjesec s Ezrom. Mona se preseli u Pariz, a "policajac" se otkriva kao njezin dečko koji je uhitio Alexa i Mary u njezinoj podrumskoj kućici za lutke. U trenutku završetka, nova generacija lažljivaca se probudi kako bi pronašle njihovog vođu, Addison, koja je upravo nestala.